# ジョン・ホープ (第2代ホープトン伯爵)
第2代ホープトン伯爵ジョン・ホープ（英語: John Hope, 2nd Earl of Hopetoun、1704年9月7日 – 1781年2月12日）は、スコットランド貴族。1742年までホープ卿の儀礼称号を使用した。

## 生涯
初代ホープトン伯爵チャールズ・ホープとヘンリエッタ・ジョンストン（Henrietta Johnstone、1682年11月11日 – 1750年11月25日、初代アナンデイル侯爵ウィリアム・ジョンストンの娘）の息子として、1704年9月7日にホープトン・ハウスで生まれた。
1728年2月8日、王立協会フェローに選出された。
1742年2月26日に父が死去すると、ホープトン伯爵の爵位を継承した。その後、1744年から1760年までスコットランド警察卿（Lord of Police）の1人を、1754年にスコットランド教会総会への勅使を務めた。
1781年2月12日にホープトン・ハウスで死去、息子ジェームズが爵位を継承した。

## 家族
1733年9月14日、アン・オグルヴィ（Anne Ogilvy、1759年2月8日没、第5代フィンドレイター伯爵ジェームズ・オグルヴィの娘）と結婚、5男4女をもうけた。
- エリザベス（1736年3月1日 – 1756年4月7日） - 1754年7月24日、
- ヘンリエッタ（1738年8月21日 – 10月1日）
- チャールズ（1740年7月9日 – 1766年6月6日）
- ジェームズ（英語版）（1741年8月23日 – 1817年5月29日） - 第3代ホープトン伯爵
- ジョン（1743年6月1日 – 1759年9月30日）
- ヘンリエッタ（英語版）（1746年4月17日 – 1786年1月1日）
- ウィリアム（1749年1月21日 – 1750年5月28日）
- ヘンリー（1749年1月21日 – 1776年6月27日）
- ソフィア（1759年2月2日 – 1813年3月8日） - 1779年4月30日、第8代ハディントン伯爵チャールズ・ハミルトンと結婚、子供あり

1762年10月30日、ジェーン・オリファント（Jane Oliphant、1767年3月16日没、ロバート・オリファントの娘）と再婚、1男2女をもうけた。
- アン（1763年10月7日 – 1780年1月21日）
- ジョン（英語版）（1765年8月17日 – 1823年8月27日） - 第4代ホープトン伯爵
- ジェーン（1766年11月12日 – 1829年6月9日） - 1793年4月2日、初代メルヴィル子爵ヘンリー・ダンダス（英語版）（1811年没）と結婚。1814年2月16日、初代ウォレス男爵トマス・ウォレス（英語版）と再婚

1767年6月10日、エリザベス・レズリー（Elizabeth Leslie、1788年4月10日没、第5代リーヴェン伯爵アレクサンダー・レズリーの娘）と再婚、2男4女をもうけた。
- チャールズ（英語版）（1768年10月16日 – 1828年7月1日） - 陸軍軍人、庶民院議員。1807年4月30日、ルイーザ・アン・ハットン（Louisa Anne Hatton、1875年3月1日没、ジョージ・フィンチ＝ハットン（英語版）の娘）と結婚、子供あり
- エリザベス（1768年10月16日 – 1801年9月17日） - 1799年8月26日、ジョン・ケンプ（1805年4月18日没）と結婚
- アレクサンダー（英語版）（1769年12月2日 – 1837年5月19日） - 陸軍軍人。1805年10月23日、ジョージナ・ブラウン（Georgina Brown、1855年12月2日没、ジョージ・ブラウンの娘）と結婚、子供あり
- シャーロット（1771年5月4日 – 1834年6月22日） - 1793年8月8日、グラントン卿チャールズ・ホープ（英語版）（1763年 – 1851年）と結婚、子供あり
- マーガレット（1772年6月24日 – 1831年9月16日） - 1793年7月10日、アレクサンダー・マクリーン（英語版）（1855年9月8日没）と結婚、子供あり
- メアリー・アン（1773年7月12日 – 1838年2月21日） - 1794年12月15日、第6代準男爵サー・パトリック・マレー（英語版）（1837年6月1日没）と結婚、子供あり